# Wierzbowo (powiat ełcki)
Wierzbowo – wieś w Polsce położona w województwie warmińsko-mazurskim, w powiecie ełckim, w gminie Kalinowo.
Wieś położona w płd.-wsch. części gminy, na wysoczyźnie morenowej (w pobliżu wzniesienie 181,4 m n.p.m.); długa ulicówka z koloniami. W pobliżu (na płd.-zach. od wsi) – Góra Marcinowska zwana też Zamkową, popularnie „kępą”; wymieniana i opisywana w publikacjach z XVII – XIX w. Związane jest z nią podanie o kościele, który się zapadł; zanotował je XIX-wieczny pruski historyk i etnograf, M. Toeppen. Jest to wczesnośredniowieczne grodzisko, prawdopodobnie pojaćwieskie, ze śladami obwałowań. W bliższej tradycji mazurskiej było to miejsce obchodów przez miejscową ludność palinocki (nocy świętojańskiej).
Wieś powstała w 1546 roku; starosta straduński, Michał von Eysack, sprzedał Jakubowi Wierzbowskiemu z Rajgrodu oraz jego synom Pawłowi i Janowi 6 włók sołeckich (po 10 kop polskich groszy za włókę) w celu założenia wsi dannickiej (czynszowej) na 60 włókach chłopskich, z 10 latami wolnizny, po których roczny czynsz miał wynosić (od włóki): 1 markę, 3 kury, 3 miarki owsa, 12 dni pańszczyzny. W XVII w. mieli tu swoje posiadłości Lipscy i Rogalowie-Bibersteinowie, polskie rody szlacheckie.
Zniszczenia z wojny polsko-szwedzkiej, a w szczególności najazd Tatarów hetmana Gosiewskiego, spowodował, że w roku 1683 miejscowi chłopi odrabiali szarwark także w majątku w Sedrankach.
W 1710 roku – 77 ofiar dżumy. Szkoła założona została przed 1740 rokiem; w 1790 roku oceniona pozytywnie przez superintendenta T. Gizewiusza; w 1800 roku kształciła 40 uczniów, przez 1 nauczyciela; w roku 1830 nauczyciel Schwarz wykazał się dobrymi wynikami w nauczaniu języka niemieckiego. W 1895 roku we wsi było: 92 gospodarstw (1175 ha), 535 mieszkańców (475 ewangelików, 34 katolików i in.), siedziba gminy i USC. Do 1938 roku Wiersbowen, później Waldwerder. W roku 1939 żyło tu 465 mieszkańców, 76 gospodarstw rolnych, 108 domów, 1 majątek ponad 100 ha.
Od 1945 roku – siedziba komendantury radzieckiej, poniemiecki młyn parowy (zniszczony), majątek poniemiecki (145 ha, budynki). Osadnicy przeważnie z sąsiedniej gminy Raczki (najwięcej z Witówki). Pierwszy sołtys: Stanisław Wasilewski (później wójt gminy Kalinowo, zginął w Wierzbowie 30 maja 1946 roku), po nim Jan Gliński, od 1949 roku Zygmunt Paciorko (przez wiele lat). Obecnie tę funkcję pełni Marek Nalewajko. Mieszkało tu wtedy 6 rodzin mazurskich. W 1978 roku w 52 gospodarstwach mieszkało 339 osób. W latach 1989–1992 zbudowano wodociąg. Jest tu cmentarz ewangelicki z 2 połowy XIX w. (najstarszy nagrobek z 1884 roku), zniszczony.
W Wierzbowie mieszkał Zygmunt Czarnecki. Pochodził z Witówki, przed wojną – gajowy, członek tajnej organizacji militarnej leśników w 1939 roku, uczestnik akcji na Cimochy, potem pod Sopoćkami, wreszcie – po aresztowaniu i ucieczce z posterunku żandarmerii w Raczkach – W Armii Krajowej (m.in. w oddziałach Piotra Kłoczki i Juliana Wierzbickiego). Przez wiele lat prezes gminnej organizacji ZBoWiD w Kalinowie. We wsi mieszkał i tworzył ludowy poeta, Wacław Kasprzyk (ur. 9 października 1927 r. w Suchej Wsi - gm. Raczki, zm. 25 lutego 2011 r.)
W latach 1975–1998 miejscowość należała administracyjnie do województwa suwalskiego.
Zobacz też: Wierzbowo, Wierzbowo-Wieś